# Spiramater
Spiramater är ett släkte av fjärilar. Spiramater ingår i familjen nattflyn.
Kladogram enligt Catalogue of Life:
| Spiramater | \| \| Spiramater grandis \| \| \| \| \| \| Spiramater libera \| \| \| \| \| \| Spiramater lutra \| \| \| \| |
|            | \| \| Spiramater grandis \| \| \| \| \| \| Spiramater libera \| \| \| \| \| \| Spiramater lutra \| \| \| \| |
|            | Spiramater grandis                                                                                          |
|            | |
|            | Spiramater libera                                                                                           |
|            | |
|            | Spiramater lutra                                                                                            |
|            | |